# 御井神社 (出雲市)
御井神社（みいじんじゃ）は島根県出雲市斐川町直江にある神社である。大国主の神話に登場する八上比売（やがみひめ）とその子である木俣神（このまたのかみ）にまつわる伝承のある神社で、安産の神として信仰されている。

## 祭神
- 木俣神（御井神）

『古事記』に描かれる大国主の神話に登場する。大穴牟遅神と結婚した八上比売は、子を身ごもり出雲国まで来たが、正妻の須勢理毘売を畏れ、生まれた子を木の俣に押し込んで因幡国に帰ってしまった。そのためにその子は木俣神と名づけられたとのことである。

## 歴史
『出雲国風土記』出雲郡条に記載された在神祇官社の御井社、延喜式神名帳出雲国出雲郡に記載された御井神社に比定される。社地の近くにはかつての大社造の社殿の遺構と考えられる9本柱の柱穴がある杉沢III遺跡が発掘されており、初期の社地と推定されている。

## 摂末社
- 天神社
- 実巽神社（じっそんじんじゃ） - 境外社、母神の八上比売を祀る

## 信仰
神社の近くに「生井（いくい）」、「福井（さくい）」、「綱長井（つながい）」と呼ばれる3つの井戸があり、八上比売が出産の時に産湯を使ったという伝承がある。元来この3つの井戸に対する信仰が神社に発展したものと考えられる。